# Billbergia robert-readii
Billbergia robert-readii là một loài thực vật có hoa trong họ Bromeliaceae. Loài này được E.Gross & Rauh mô tả khoa học đầu tiên năm 1987.